# Derfelden

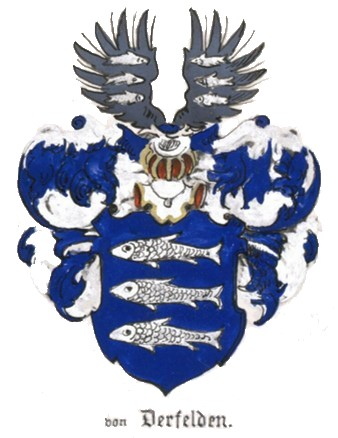
Wappen derer von Derfelden in Estland im Baltischen Wappenbuch

Derfelden (auch Dörfelden) ist der Name eines alten baltischen Adelsgeschlechts.
Eine Abstammung des Geschlechts von den wappengleichen westfälisch-hessischen Dorfeld wird angenommen.

## Geschichte
Maximilian Gritzner gibt in Siebmachers Wappenbuch an, dass das westfälisch-hessische Geschlecht Dorfeld mit Johann I. von Dorfeld in die Ostseeprovinzen kam, der hier ca. 1500 Elisabeth Kawer heiratete. Sein Sohn Johann II. (auch Joachim) vermählte sich mit Sophia (Dorothea) von Bock und hatte mit ihr einen Sohn Johann III. von Derfelden (1561–1633), der schwedischer Admiral, Oberst zu Fuß und Statthalter von Hapsal wurde. Er war Herr auf Löwenberg und Weltz in Estland und vermählte sich mit Elisabeth Plate aus dem Haus Felix-Moiseküll. Ihr Sohn Johann IV. war Mannrichter, Erbherr auf Löwenberg, und hatte aus seiner Ehe mit Elisabeth von Kurssel aus dem Hause Pergel mehrere Söhne, die verschiedene Familienlinien begründeten:
- Johann Heinrich von Derfelden (1635–1707), königlich-schwedischer Rittmeister und Mannrichter in Estland. Er stiftete die Linie Weltz. Da er jedoch ohne Söhne verstarb, erlosch diese erste Linie bereits 1764.
- Heinrich Otto von Derfelden († 1681), königlich schwedischer Leutnant, stiftete die Linie Lautel. Aus dieser Linie wurde Gisbert Franco von Derfelden (1780–1857), holländischer Kammerherr und Geograph, 1823 als Freiherr auf Hinderstein und Schnellenburg in den Freiherrenstand gehoben. Mit ihm ist die Linie jedoch auch erloschen.[2]
- Detlef von Derfelden (1643–1707), Mannrichter in Estland, erbte Löwenberg, war mit Anna Margaretha von Tiesenhausen aus dem Hause Kotz (1656–1698) vermählt und stiftete die Linie Klosterhof. Ihr Sohn Christopher von Derfelden (1680–1750) wurde am 17. Februar 1745 als notorisch bei Klasse I in die Adelsmatrikel (Nr. 18) der Estländischen Ritterschaft aufgenommen. Seine Nachkommen besaßen Löwenberg noch 1790. Ferner Paunküll, Assick, Kurnal und Jelgemäggi. 1894 besaß Gustav von Derfelden das estnische Peuth und Roman von Derfelden seit 1888 das estnische Odenkat.[1] Auch der kaiserlich russische General Wilhelm von Derfelden (1737–1819) gehört zu dieser Familienlinie. Mit dem kaiserlich russischen Major Johann Jakob von Derfelden (* 1764; † 1828) brachte sich die Familie in den Besitz den Gutes Karris auf Oesel und ließ sich 1800 auch in die Adelsmatrikel der Öselschen Ritterschaft eintragen (Nr. 23). Bereits mit seinen Kindern ist dieser Ast erloschen. Ein weiterer Ast Emmomäggi, gilt als „verschollen in Russland“, kann also durchaus bis in die heutige Zeit fortbestehen, es fehlt die gesicherte Erkenntnis darum. In Deutschland fand die Linie Klosterhof mit dem kaiserlich russischen Oberst und Attaché in Rom Christoph von Derfelden (1888–1947), ihren Ausgang.
- Berend Johann von Derfelden (1654–1721), königlich schwedischer Kapitän und ebenfalls Mannrichter in Estland, war verheiratet mit einer von Wolffeldt und erheiratete dadurch das Gut Kailes in Livland, Ausgangspunkt der Familienlinie in Livland. Die Aufnahme in die Adelmatrikel der Livländischen Ritterschaft (Nr. 233) erfolgte 1797 für den kaiserlich russischen Major Karl Johann Gustav von Derfelden (1769–1808). Mit Boris Nikolai Heinrich von Derfelden (* 1898; † nach 1958) aus dem Ast Seyershof fand auch diese Linie in Namibia ihr Ende im Mannesstamm.

## Besitz
In Estland: Assik, Emmomäggi, Felks, Jelgimäggi, Karrinõm, Klosterhof, Kosch, Konofer, Kurnal, Lautel, Lechts, Linnapäh, Nömmküll, Odenkat, Oidenorm, Parmel, Paunküll, Pennijöggi, Penningby, Peuth, Putkas, Groß Ruhde und Weltz
In Livland: Kailes, Koik, Neu-Pigant, Toikfer, Seyershof und Wildenau
Auf Oesel: Karris

## Persönlichkeiten
- Johann III. von Derfelden (1561–1633), schwedischer Admiral, Statthalter von Hapsal
- Wilhelm Derfelden (* 1737; † 1819), kaiserlich russischer General der Kavallerie

## Wappen
- Blasonierung des Wappens in Estland: In Blau drei nach rechts schwimmende, silberne Fische übereinander. Auf dem blau-silbern bewulsteten Helm mit blau-silbernen Decken ein schwarzer offener Flug, je belegt mit drei nach innen (oder außen) gekehrten silbernen Fischen.[1]
- Blasonierung des Wappens in Livland: In Schwarz drei nach rechts schwimmende, silberne Fische übereinander. Auf dem gekrönten Helm mit schwarz-silbernen Decken ein schwarzer offener Flug, je belegt mit drei nach innen und schräg abwärts gekehrten silbernen Fischen.[1]
- Blasonierung des Wappens in Holland: In blauem gold-geränderten Schild drei silberne Fische übereinander nach rechts gewandt. Auf dem Helm zwischen zwei blauen, je mit den drei Fischen belegten Flügeln eine goldene Lanze mit um dem Schaft gewundenem Wimpel, der von Silber blau und golden längsgestreift ist. Die Helmdecken sind blau-golden.[2]

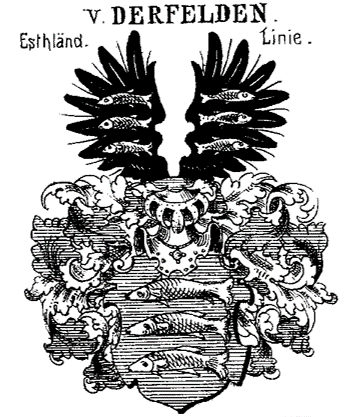
Wappen derer von Derfelden in Estland in Siebmachers Wappenbuch
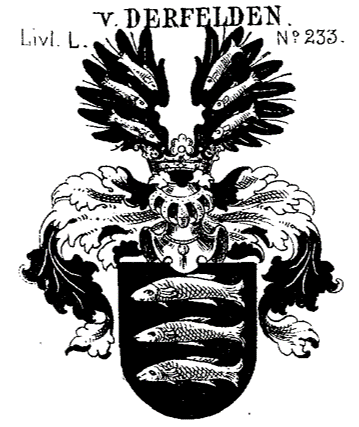
Wappen derer von Derfelden in Livland in Siebmachers Wappenbuch
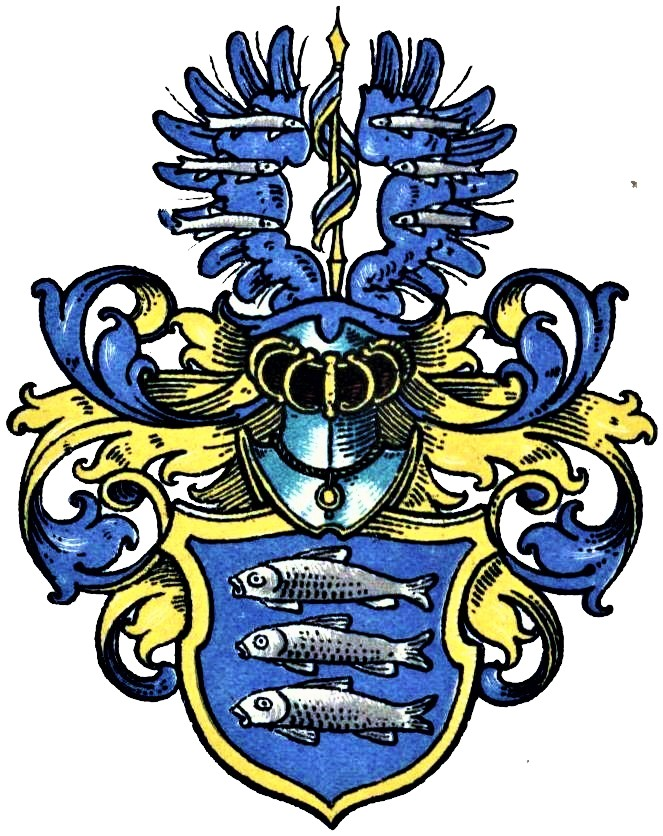
Wappen derer von Derfelden in Holland im Wappenbuch des Westfälischen Adels
Wappen derer von Derfelden in Holland
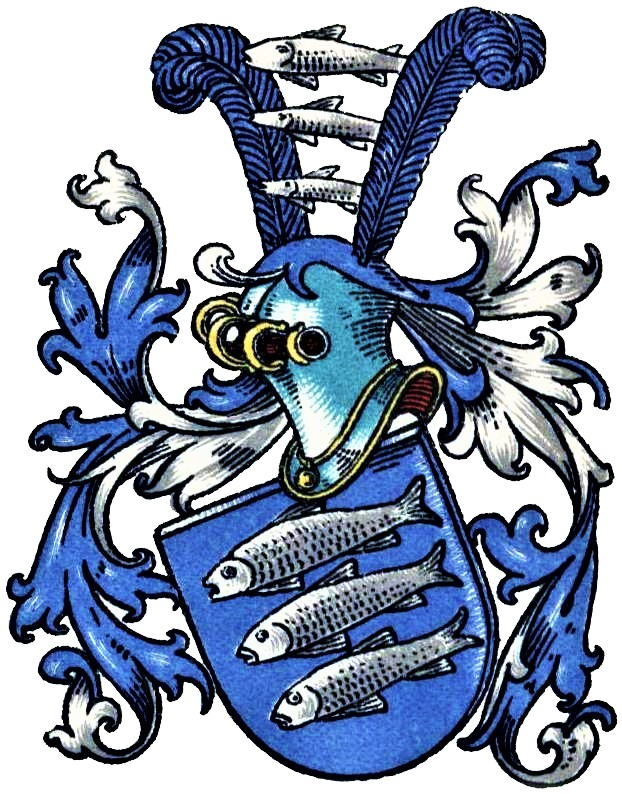
Zum Vergleich: Wappen derer von Dorfeld in Westfalen im Wappenbuch des Westfälischen Adels
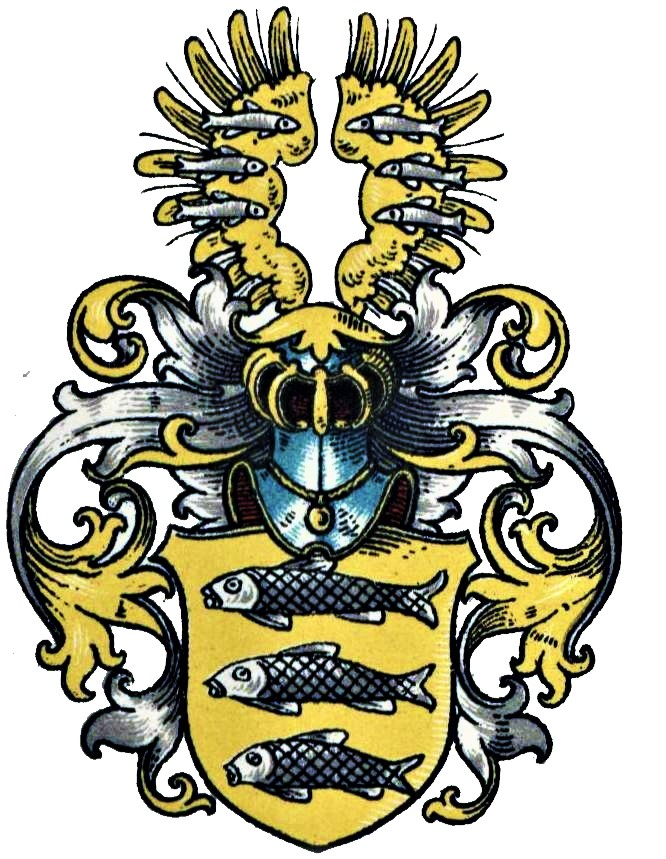
Zum Vergleich: Variante des Wappens derer von Dorfeld in Westfalen im Wappenbuch des Westfälischen Adels